# Sikorsky CH-37 Mojave
El Sikorsky CH-37 Mojave (designación de compañía S-56) fue un helicóptero estadounidense de carga pesado de los años 50 del siglo XX.

## Diseño y desarrollo

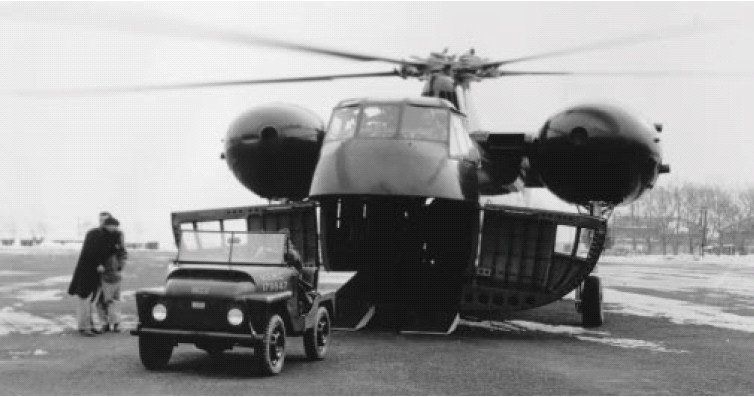
Sikorsky HR2S-1 del Cuerpo de Marines estadunidense.

El S-56 comenzó como un transporte de asalto para el Cuerpo de Marines de los Estados Unidos (USMC), capaz de transportar a 26 soldados totalmente equipados, con la designación HR2S. El pedido fue realizado en 1951, el prototipo (XHR2S-1) voló por primera vez en 1953, y las entregas de HR2S-1 comenzaron en julio de 1956 para el Cuerpo de Marines; se produjeron en total 60 helicópteros para el HMX-1 (Marine Helicopter Squadron One).
El Ejército de los Estados Unidos evaluó el prototipo en 1954 y ordenó 94 unidades del CH-37A; el primero fue entregado en el verano de 1956. Las entregas para la Armada y el Ejército finalizaron a mediados de 1960. Las unidades del Ejército fueron modernizadas a comienzos de la década de 1960, convirtiéndose en CH-37B; se les incorporó un sistema de autoestabilización y la capacidad de carga y de descarga en vuelo estacionario. En 1962 se unificaron las designaciones de las aeronaves militares de los Estados Unidos, así los ejemplares HR2S-1 del USMC se convirtieron en CH-37C.
En el momento de la primera entrega, el CH-37 era el helicóptero más grande en occidente, y el primer helicóptero bimotor producido por Sikorsky, equipado con 2 motores radiales Pratt & Whitney R-2800 Double Wasp.
El CH-37 fue uno de los últimos helicópteros pesados en utilizar motores de pistón, que eran grandes, pesados y menos potentes que los de turboeje posteriormente empleados. Esto representó que su servicio fuera bastante corto; todos estaban fuera de servicio a finales de 1960, siendo reemplazados en el Ejército por el CH-54 Tarhe y en la Infantería de Marina por el CH-53 Sea Stallion.
Cuatro CH-37B fueron enviados a Vietnam en 1963 para ayudar en la recuperación de aeronaves derribadas, teniendo mucho éxito en este papel, recuperando más de 7,5 millones de dólares en equipos militares, algunos de los cuales siendo recuperados por detrás de las líneas enemigas.
Cuando la empresa británica Westland abandonó en 1954 la idea de crear su helicóptero pesado consideró seriamente fabricar bajo licencia la versión civil del Sikorsky S-56, reemplazando sus dos motores radiales Pratt & Whitney por una selección de turboejes de origen inglés. En lugar de estar montados en góndolas a los lados del fuselaje Westland los instalaría sobre el fuselaje. Ambas empresas contaban con una relación comercial bastante fluida y así nació el Westland Westminster. El proyecto murió en favor del Fairey Rotodyne, considerado más avanzado técnicamente y apoyado y financiado por gobierno debido al interés de la aerolínea BEA y del Ejército inglés.

## Variantes

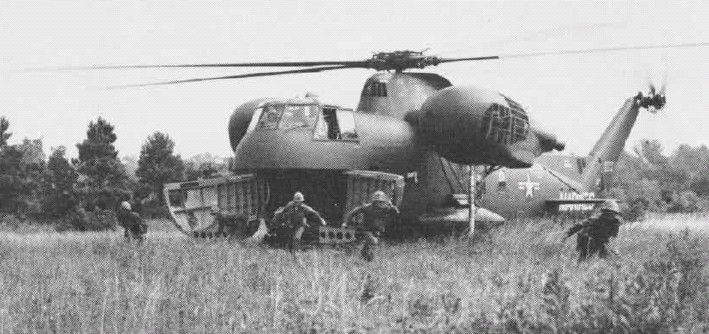
HR2S-1 del USMC en 1956.

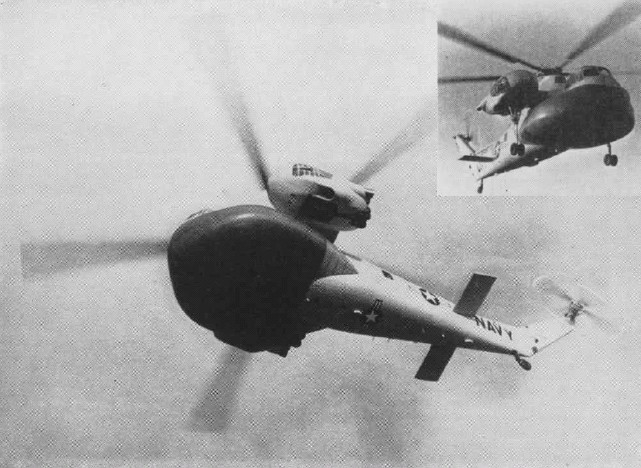
Helicóptero de alerta temprana HR2S-1W.

S-56
Designación de Sikorsky para el H-37.
XHR2S-1
Prototipo de helicóptero de Asalto para el Cuerpo de Marines de los Estados Unidos, propulsado por dos motores radiales Pratt & Whitney R-2800-54 "Double Wasp" de 1600 kW (2100 hp), 4 producidos.
HR2S-1
Modelo de producción con motores modificados, rebautizado CH-37C en 1962, 55 construidos (una orden adicional de 36 unidades, cancelada).
HR2S-1W
Versión embarcada de la Armada de los Estados Unidos, para alerta temprana, 2 construidos.
YH-37
Un helicóptero HR2S-1 evaluado por el Ejército de los Estados Unidos.
H-37A Mojave
Versión de transporte militar basado en los HR2S del Ejército, renombrados como CH-37A en 1962, 94 construidos.
H-37B Mojave
Todos los H-37A fueron modificados con un nuevo diseño en la puerta de carga, dotándolos de un equipo automático de estabilización. Más tarde se los rebautizó como CH-37B.
CH-37A
H-37A redesignados en 1962.
CH-37B
H-37B redesignados en 1962.
CH-37C
HR2S-1 redesignados en 1962.

### Derivados
S-60
Prototipo de "grúa" con un fuselaje esqueleto y una cabina para la tripulación en la parte delantera.
Westland Westminster
Westland Aircraft utilizó los S-56 como base para el desarrollo del Westland Westminster.

## Operadores
Estados Unidos
- Ejército de los Estados Unidos
- Cuerpo de Marines de los Estados Unidos

## Especificaciones (CH-37 Mojave)
Referencia datos: U.S. Army Aircraft Since 1947

### Características generales
- Tripulación: Tres
- Capacidad: 26 soldados o 24 camillas
- Longitud: 19,6 m (64,3 ft)
- Diámetro rotor principal: 22 m (72 ft)
- Altura: 6,7 m (22 ft)
- Área circular: 379 m² (4079,6 ft²)
- Peso vacío: 9469 kg (20 869,7 lb)
- Peso máximo al despegue: 14 090 kg (31 054,4 lb)
- Planta motriz: 2× motor radial de 18 cilindros en dos filas refrigerado por aire Pratt & Whitney R-2800 Double Wasp.
  - Potencia: 1583 kW (2182 HP; 2153 CV) cada uno.

### Rendimiento
- Velocidad máxima operativa (Vno): 209 km/h (130 MPH; 113 kt)
- Velocidad crucero (Vc): 190 km/h (118 MPH; 103 kt)
- Alcance: 233 km (126 nmi; 145 mi) con carga máxima
- Techo de vuelo: 2700 m (8858 ft)
- Régimen de ascenso: 4,6 m/s (906 ft/min)

## Aeronaves relacionadas

### Desarrollos relacionados
- Sikorsky S-60
- Sikorsky CH-54 Tarhe
- Westland Westminster

### Secuencias de designación
- Secuencia S-_ (interna de Sikorsky): ← S-53 - S-54 - S-55 - S-56 - S-57 - S-58 - S-59 →
- Secuencia H-_ (Helicópteros de la USAF, 1948-1962): ← H-33 - H-34 - H-35 - H-37 - H-39 - H-40 - H-41 →
- Secuencia _H-_ (Helicópteros estadounidenses, 1962-presente): ← OH-23 - UH-25 - CH-34 - CH-37 - HH-43 - CH-46/HH-46/UH-46 - CH-47 →
- Secuencia HR_S (Helicópteros de Transporte de la Armada estadounidense, 1944-1962 (Sikorsky, 1928-1962)): HRS - HR2S - HR3S